# Adib asch-Schischakli

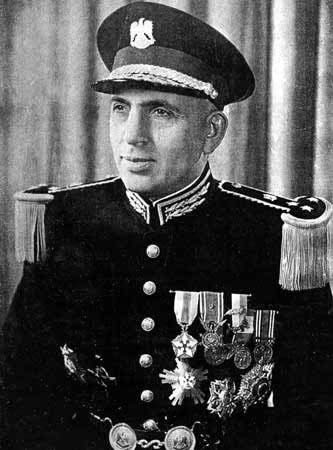
Adib asch-Schischakli in den 1950er-Jahren

Adib ibn Hasan asch-Schischakli (arabisch أديب بن حسن الشيشكلي, DMG Adīb b. Ḥasan aš-Šīšaklī, auch Adib Chichakli, Chichakly; * 1909 in Hamah, Syrien; † 27. September 1964 in Ceres, Brasilien) war ein syrischer Militärführer und Staatspräsident (1953–1954).

## Leben

### Frühe Jahre
Geboren als Sohn kurdischer Eltern in der Stadt Hamah, diente Schischakli während der Mandatszeit in der französischen Armee. Er studierte an der Militärakademie von Damaskus (diese wurde später nach Homs verlegt) und wurde zu einem frühen Mitglied der Syrischen Sozialen Nationalistischen Partei (SSNP) von Antun Saadeh. Sein Bruder Salah war auch ein prominentes Mitglied der SSNP. Nach der Unabhängigkeit der Syrischen Republik kämpfte Schischakli 1948 in einer arabischen Freiwilligen-Armee gegen die zionistischen Milizen im ersten arabisch-israelischen Krieg.

### Politischer Aufstieg
Im August 1949 wurde der syrische Präsident Husni az-Za'im von seinen Gefolgsleuten asch-Schischakli und Sami al-Hinnawi aus dem Amt geworfen, nachdem er in der Bevölkerung keinen Rückhalt mehr gehabt hatte. Az-Za'im war erst viereinhalb Monaten zuvor selbst durch einen Staatsstreich an die Macht gekommen. Seine auf einen Separatfrieden mit Israel ausgerichtete Politik fand in Syrien wenig Gegenliebe. Schischakli arbeitete unter dem neuen De-facto-Herrscher von Syrien Sami al-Hinnawi, dem Stabschef der syrischen Armee. Hinnawi weigerte sich jedoch, offiziell die politische Macht zu übernehmen und übergab die Amtsgeschäfte bald wieder einer zivilen Regierung. Der Nationalist Haschim Chalid al-Atassi, der schon in den 1930er Jahren Präsident war, wurde Premierminister und Präsident von Syrien. Atassi wollte mit Unterstützung von Hinnawi eine panarabische Vereinigung mit dem haschemitischen Irak, was Schischakli strikt ablehnte.
Im Dezember 1949 initiierte Schischakli einen weiteren Putsch, um durch die Verhaftung von General Hinnawi den haschemitischen Einfluss in Syrien zu brechen und den Nationalisten Atassi als Präsidenten einzusetzen. Schischakli sorgte dafür, dass alle Regierungen mit seinem Vertrauensmann Fawzi Selu als Minister für Verteidigung besetzt waren, zur Eindämmung des haschemitischen Einflusses in der syrischen Regierung. Als Premierminister Maarouf al-Dawalibi, ein Pro-Irak-Politiker aus Aleppo, sich weigerte, ordnete Schischakli am 28. November 1951 die Verhaftung Dawalibis an. Im Dezember 1951 folgte der vierte Putsch seit der Unabhängigkeit Syriens. Er hob die Verfassung auf und verbot politische Parteien. Sein gesamtes Kabinett und alle Pro-Irak-Politiker in Syrien, darunter die Führer der Volkspartei, Nazim al-Qudsi und Ruschdi al-Kichiya, wurden inhaftiert. Aus Protest trat Präsident Atassi zurück und wechselte in die Opposition. Schischakli setzte seine rechte Hand Fawsi Selu als Generalstabschef, Premierminister, Verteidigungsminister und Staatspräsident ein. Fawzi Selu war nichts anderes als eine Marionette. Die wirkliche Macht lag in den Händen von Adib asch-Schischakli.
Er verbot kritische Zeitungen und richtete ein Militärregime ein. Unter Verfolgung litten unter seiner Herrschaft die Nationalpartei, die Volkspartei, die Kommunistische Partei, die syrische Baath-Partei und die syrische Muslimbruderschaft. Die führenden Baath-Politiker Akram al-Haurani, Michel Aflaq und Salah ad-Din al-Bitar wurden in den Libanon verbannt, von wo aus sie dann aktiv gegen sein Regime agierten. Im August 1952 gründete er eine offizielle Regierungspartei, die Arabische Befreiungsbewegung, diese aber wurde von mächtigen Vertretern der zivilen politischen Gesellschaft wie Hashim al-Atassi boykottiert. Die Arabische Befreiungsbewegung gab sich deshalb offiziell einen Wähleranteil von 99,7 %, als sich Schischakli an der Urne absegnen ließ.
Als Präsident von Syrien suchte Schischakli einerseits gute Beziehungen zu den westlichen Ländern, andererseits verfolgte Syrien eine kompromisslose Haltung gegenüber Israel. Die syrischen Beziehungen zu den Haschemitischen Monarchien von Jordanien und im Irak waren geprägt von Misstrauen wegen der raschen Ausbreitung des Nasserismus. Trotz seiner pro-westlichen Haltung und seiner kurdischen Herkunft verfolgte Schischakli eine Politik des Panarabismus. Er geriet häufig mit der nach Unabhängigkeit strebenden Drusen-Minderheit in Konflikt. Er beschuldigte diese, sie würden den Sturz seines Regimes mit Mitteln aus Jordanien vorbereiten. 1954 ließ er das Drusengebiet (so z. B. in der Gegend des Dschebel ad-Duruz) bombardieren, um den Widerstand zu brechen.

### Niedergang
Wachsende Unzufriedenheit führte zu einem erneuten Staatsstreich, bei dem Schischakli im Februar 1954 gestürzt wurde. Die Verschwörer gegen Schischakli waren Mitglieder der Syrischen Kommunistischen Partei, verärgerte Drusen-Offiziere, Baath-Partei-Mitglieder unter der Führung des früheren Präsidenten Atassi und des Drusen-Führers Sultan al-Atrasch. Spekulationen zufolge wurden diese auch vom Irak unterstützt.
Schischakli floh in den Libanon, aber als der Drusen-Führer Kamal Dschumblat Todesdrohungen gegen ihn aussprach, floh er nach Brasilien. Bevor Syrien und Ägypten 1958 zur Vereinigten Arabischen Republik fusionierten, spielte Schischakli mit dem Gedanken an eine Rückkehr nach Syrien, um durch einen erneuten Staatsstreich die Macht zurückzugewinnen. Der Staatsstreich wurde vereitelt und Schischakli in Abwesenheit zum Tode verurteilt.
Am 27. September 1964 wurde Schischakli in der brasilianischen Stadt Ceres (Bundesstaat Goiás) von Nawaf Ghazala, einem syrischen Drusen, aus Rache für die Bombardierung des Drusengebietes ermordet. Der Täter wurde ein Nationalheld der Drusen. Als er im Jahre 2005 starb, nahmen Tausende von Menschen an seinem Begräbnis teil.